# Horace Vere, 1:e baron Vere

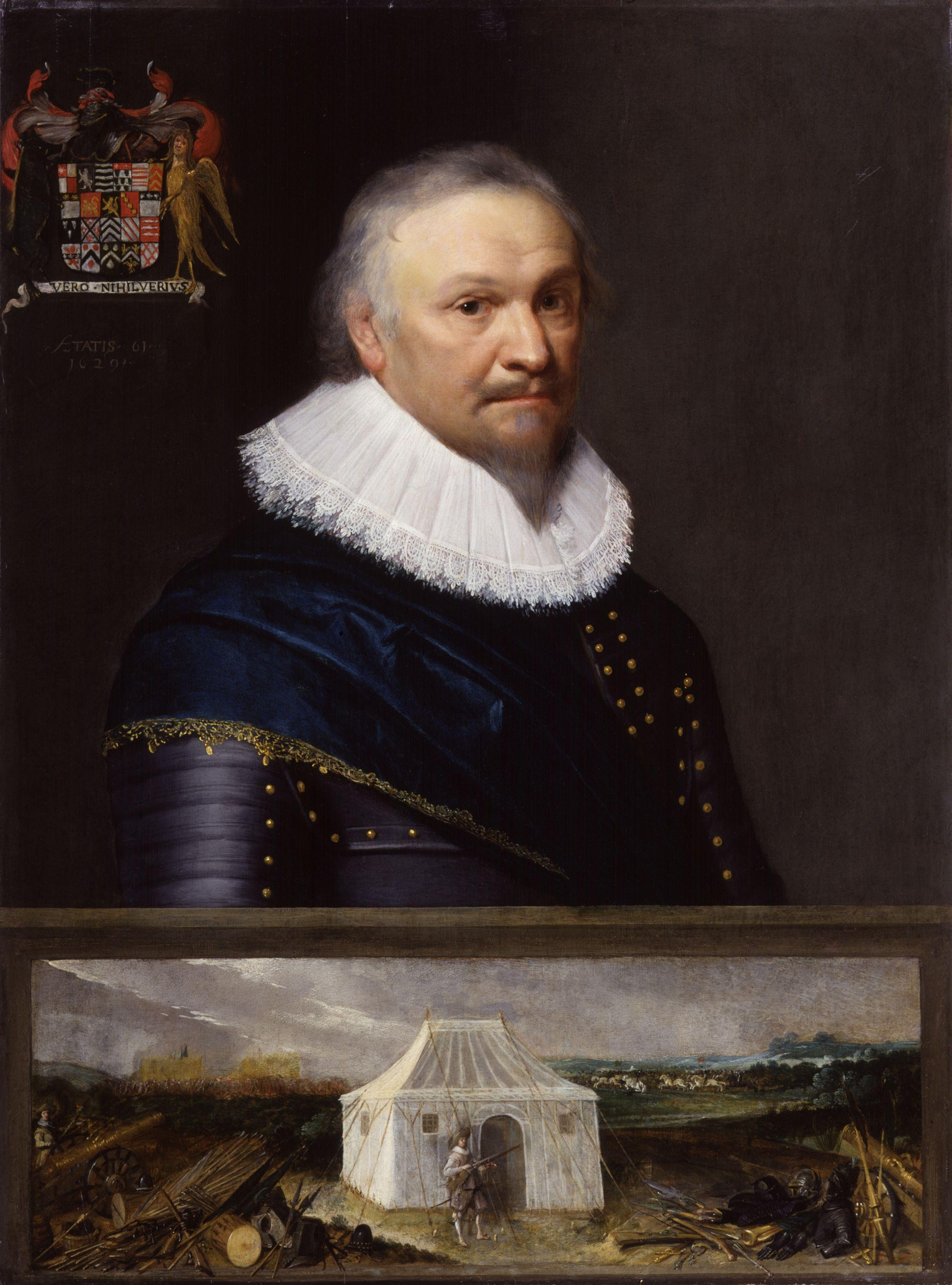
Horace Vere, 1:e baron Vere, porträtterad av Michiel Janszoon van Miereveld.

Horace Vere, 1:e baron Vere, född 1565, död den 2 maj 1635, var en engelsk krigare. Han var bror till Francis Vere och brorson till John de Vere, 16:e earl av Oxford.
Vere tjänade i Nederländerna under brodern från 1590 och stannade kvar där även efter freden 1604. Han stred med framgång mot 
spanjoren Spinola, blev 1618 guvernör i Utrecht och 1620 ledare av expeditionen till Pfalz, där han, otillräckligt understödd hemifrån, endast kunde inlägga små garnisoner i Heidelberg, Mannheim och Frankenthal. Dessa städer måste efter tappert motstånd mot den spanska övermakten under Córdoba och Tilly uppges 1622—1623. Vere, som 1624 upphöjdes till baron Vere av Tilbury, stred sedermera i nederländsk tjänst 1624 vid Breda, 1629 vid belägringen av Bois-le-duc i Brabant och 1632 vid belägringen av Maastricht. Bägge bröderna anlitades flitigt som lärare i krigskonsten. De är begravna i samma grav i Westminster Abbey.